# Brachiaria ramosa
Brachiaria ramosa är en gräsart som först beskrevs av Carl von Linné, och fick sitt nu gällande namn av Otto Stapf. Brachiaria ramosa ingår i släktet Brachiaria och familjen gräs. IUCN kategoriserar arten globalt som livskraftig. Inga underarter finns listade i Catalogue of Life.